# Aurélien Tchouaméni
Aurélien Djani Tchouaméni (Rouen, Normandía, 27 de enero de 2000) es un futbolista francés que juega de centrocampista en el Real Madrid C. F. de la Primera División de España.

## Trayectoria

### Inicios y debut en Burdeos
Nacido en Rouen, y de ascendencia camerunesa, en sus propias palabras dijo entrar en el mundo del fútbol a los cinco años cuando fue a ver a su padre jugar un partido.
Al crecer en la región de Burdeos, Tchouaméni entrenó en el equipo de la ciudad, el F. C. Girondins de Bordeaux, en donde ingresó a la edad de once años, y con el que firmó su primer contrato profesional el 10 de noviembre de 2017, con diecisiete años. Fue durante la temporada siguiente cuando hizo sus primeras apariciones con el primer equipo, debutando el 26 de julio de 2018 contra el Futbola Klubs Ventspils letón, en un partido de la segunda ronda de clasificación de la Liga Europa. Marcó su primer gol como profesional el 9 de agosto, en la tercera ronda clasificatoria ante el Futbolʹnyy̆ Klub Mariupol ucraniano; posteriormente el equipo venció al Koninklijke Atletiek Associatie Gent belga y accedió a la fase de grupos de la competición en la que cayó eliminado. Antes, tuvo su primera aparición en la Ligue 1 en una derrota por 2-0 ante el R. C. de Strasbourg.
Pese a ser habitual en la competición continental, no lo fue en el campeonato doméstico, donde alternó suplencias y titularidades para un total de diez encuentros disputados. Aún en edad formativa, la situación se repitió en la temporada siguiente, cuidando su evolución y progreso en el fútbol profesional y tras dos años sumó 37 partidos en la élite.

### Etapa en Mónaco
Su progreso fue suficiente para que fuera contratado ese mismo curso por el A. S. Monaco F. C., cuya política desde hace años es la de captar y formar jóvenes futbolistas, y señalado como uno de los clubes referentes de Europa a la hora de proyectar nuevos talentos. Así, el 29 de enero de 2020 el club anunció su transferencia por los próximos cuatro años y medio. Jugó su primer partido como monegasco el 1 de febrero en la derrota por 3-1 contra el Nîmes Olympique. Por desgracia para él, no contó con la confianza del nuevo entrenador Robert Moreno, quien llegó también al club en el mercado invernal para sustituir a Leonardo Jardim. Únicamente participó en tres partidos de liga antes de que el campeonato se detuviera. Su parón fue motivado por un brote del coronavirus tipo 2 del síndrome respiratorio agudo grave, una pandemia global vírica que llegó a Europa desde Asia, que provocó contagios, fallecimientos y retroceso económico. Esto obligó a la cancelación de las competiciones por parte de la UEFA, la FFF y la LFP, y no se reanudaron hasta meses después tras una mejoría después de un confinamiento de la población para frenar los contagios. Las autoridades decretaron así que las competiciones pudieran retomar su actividad sin público en las gradas —no así las francesas—, por lo que finalizó así una atípica temporada.
Su segunda temporada fue distinta, y junto a su amigo Youssouf Fofana —contratado también el año anterior en mismas condiciones del R. C. de Strasbourg—, fue un habitual del equipo titular y disputó un total de 36 encuentros en los que anotó dos goles, como uno de los pilares del mediocampo del Principado. Su primer gol lo anotó en la victoria por 3-1 frente al Olympique de Marsella, y tras una gran actuación frente a la A. S. Saint-Étienne fue designado como el mejor jugador del club del mes; completó su rendimiento con seis partidos en la Copa de Francia con un tanto y fue elegido como el mejor joven y como integrante del equipo ideal del campeonato francés.
Para el curso 2021-22 y como uno de los referentes, hizo su debut en la máxima competición continental, la Liga de Campeones, ante el A. C. Sparta Praga en la fase clasificatoria, partido en el que anotó el primer gol del mismo. Tras superar al conjunto checo, cayeron, sin embargo, eliminados en la decisiva ronda frente al Shajtar Donetsk ucraniano. Pese a perder 0-1 en la ida, dos goles de Ben Yedder daban la clasificación momentánea a los monegascos, pero un gol en el minuto 74 de Marlos llevó el partido a la prórroga. En ella, un desafortunado autogol de Ruben Aguilar certificó el pase a la fase de grupos del conjunto ucraniano.
En un competido campeonato local por las plazas europeas, los monegascos finalizaron como terceros, con plaza a la previa de la Liga de Campeones. Tchouaméni completó el año con cincuenta partidos en los que anotó 5 goles, como parte del equipo ideal del torneo, y su mejor recuperador defensivo, del que ya fue su mejor juvenil la temporada anterior.

### Llegada al Real Madrid
Señalado como uno de los mejores futbolistas de la actualidad, y tras semanas de especulaciones sobre su futuro al afirmar que sería su último año en Mónaco, fue finalmente fichado por el Real Madrid C. F. con un contrato de seis temporadas. Su debut se produjo el 10 de agosto, en la Supercopa de Europa, ante el Eintracht Frankfurt, tras sustituir a Toni Kroos en los instantes finales de la victoria por 2-0, y conquistar así su primer título como madridista. Tras un discreto estreno en el Campeonato de Liga, fue uno de los mejores jugadores en la victoria por 1-4 ante el R. C. Celta de Vigo, siendo parte activa del gran desempeño y goles de los madridistas.

## Selección nacional
Es internacional absoluto con Francia desde 2021. Debutó el 1 de septiembre en un encuentro de clasificación para el Mundial 2022 ante Bosnia y Herzegovina que finalizó en empate a uno.

### Participaciones en Copas del Mundo
Tchouaméni formó parte de la lista de convocados por Didier Deschamps para disputar el Mundial 2022, donde participó en todos los partidos de su selección y anotó un gol contra la selección de Inglaterra en los cuartos de final.
Francia logró llegar a la final del Mundial 2022 tras eliminar a Marruecos en las semifinales, cuyo próximo rival sería Argentina. Tras un complicado partido que finalizó con empate 3-3, se definió por tanda de penaltis. Tras anotar Paulo Dybala el 2-1, le tocó el turno de patear a Tchouaméni, del cual el portero argentino Emiliano Martínez logró desconcentrarlo para que pateara hacia un lado del palo y errara el penalti. Finalmente, la definición por penaltis terminó 4-2 a favor del seleccionado albiceleste, mientras los franceses eran galardonados con la medalla de plata.
| Mundial      | Sede  | Resultado  | Partidos | Goles |
| ------------ | ----- | ---------- | -------- | ----- |
| Mundial 2022 | Catar | Subcampeón | 7        | 1     |

### Participaciones en Eurocopas
| Copa          | Sede     | Resultado   | Partidos | Goles |
| ------------- | -------- | ----------- | -------- | ----- |
| Eurocopa 2024 | Alemania | Semifinales | 5        | 0     |

## Estadísticas

### Clubes
Actualizado al último partido disputado el 9 de julio de 2025.
| Club                                  | Div.          | Temporada     | Liga  | Liga  | Liga   | Copas nacionales | Copas nacionales | Copas nacionales | Copas internacionales | Copas internacionales | Copas internacionales | Total | Total | Total  |
| Club                                  | Div.          | Temporada     | Part. | Goles | Asist. | Part.            | Goles            | Asist.           | Part.                 | Goles                 | Asist.                | Part. | Goles | Asist. |
| ------------------------------------- | ------------- | ------------- | ----- | ----- | ------ | ---------------- | ---------------- | ---------------- | --------------------- | --------------------- | --------------------- | ----- | ----- | ------ |
| F. C. Girondins de Burdeos II Francia | 4.ª           | 2017-18       | 16    | 3     | 0      | —                | —                | —                | —                     | —                     | —                     | 16    | 3     | 0      |
| F. C. Girondins de Burdeos II Francia | Total club    | Total club    | 16    | 3     | 0      | 0                | 0                | 0                | 0                     | 0                     | 0                     | 16    | 3     | 0      |
| F. C. Girondins de Burdeos Francia    | 1.ª           | 2018-19       | 10    | 0     | 0      | 0                | 0                | 0                | 9                     | 1                     | 0                     | 19    | 1     | 0      |
| F. C. Girondins de Burdeos Francia    | 1.ª           | 2019-20       | 15    | 0     | 1      | 3                | 0                | 0                | —                     | —                     | —                     | 18    | 0     | 1      |
| F. C. Girondins de Burdeos Francia    | Total club    | Total club    | 25    | 0     | 1      | 3                | 0                | 0                | 9                     | 1                     | 0                     | 37    | 1     | 1      |
| A. S. Monaco F. C. Francia            | 1.ª           | 2019-20       | 3     | 0     | 0      | —                | —                | —                | —                     | —                     | —                     | 3     | 0     | 0      |
| A. S. Monaco F. C. Francia            | 1.ª           | 2020-21       | 36    | 2     | 3      | 6                | 1                | 0                | —                     | —                     | —                     | 42    | 3     | 3      |
| A. S. Monaco F. C. Francia            | 1.ª           | 2021-22       | 35    | 3     | 2      | 4                | 1                | 1                | 11                    | 1                     | 0                     | 50    | 5     | 3      |
| A. S. Monaco F. C. Francia            | Total club    | Total club    | 74    | 5     | 5      | 10               | 2                | 1                | 11                    | 1                     | 0                     | 95    | 8     | 6      |
| Real Madrid C. F. · España            | 1.ª           | 2022-23       | 33    | 0     | 4      | 4                | 0                | 0                | 13                    | 0                     | 0                     | 50    | 0     | 4      |
| Real Madrid C. F. · España            | 1.ª           | 2023-24       | 27    | 3     | 1      | 3                | 0                | 0                | 8                     | 0                     | 0                     | 38    | 3     | 1      |
| Real Madrid C. F. · España            | 1.ª           | 2024-25       | 32    | 0     | 0      | 7                | 2                | 1                | 19                    | 0                     | 0                     | 58    | 2     | 1      |
| Real Madrid C. F. · España            | Total club    | Total club    | 92    | 3     | 5      | 14               | 2                | 1                | 40                    | 0                     | 0                     | 146   | 5     | 6      |
| Total carrera                         | Total carrera | Total carrera | 207   | 11    | 11     | 27               | 4                | 2                | 60                    | 2                     | 0                     | 294   | 17    | 13     |
| 1. 2.                                 |               |               |       |       |        |                  |                  |                  |                       |                       |                       |       |       |        |

### Selecciones
Actualizado al último partido disputado el 18 de diciembre de 2022.
| Selección     | Año           | Amistosos | Amistosos | Amistosos | Europeo | Europeo | Europeo | Mundial | Mundial | Mundial | Total | Total | Total  | Media goleadora |
| Selección     | Año           | Part.     | Goles     | Asist.    | Part.   | Goles   | Asist.  | Part.   | Goles   | Asist.  | Part. | Goles | Asist. | Media goleadora |
| ------------- | ------------- | --------- | --------- | --------- | ------- | ------- | ------- | ------- | ------- | ------- | ----- | ----- | ------ | --------------- |
| Sub-20        | 2019          | 4         | —         | —         | —       | —       | —       | —       | —       | —       | 4     | 0     | 0      | 0               |
| Sub-21        | 2021          | —         | —         | —         | 4       | —       | —       | —       | —       | —       | 4     | 0     | 0      | 0               |
| Absoluta      | 2021          | —         | —         | —         | 2       | —       | —       | 5       | —       | —       | 7     | 0     | 0      | 0               |
| Absoluta      | 2022          | 1         | 1         | —         | 6       | —       | —       | 7       | 1       | —       | 14    | 2     | 0      | 0,14            |
| Absoluta      | Total sel.    | 1         | 1         | 0         | 8       | 0       | 0       | 12      | 1       | 0       | 21    | 2     | 0      | 0,1             |
| Total carrera | Total carrera | 5         | 1         | 0         | 12      | 0       | 0       | 12      | 1       | 0       | 29    | 2     | 0      | 0,07            |
| 1. 2.         |               |           |           |           |         |         |         |         |         |         |       |       |        |                 |

| Goles internacionales absolutos | Goles internacionales absolutos | Goles internacionales absolutos    | Goles internacionales absolutos | Goles internacionales absolutos | Goles internacionales absolutos | Goles internacionales absolutos |
| N.º                             | Fecha                           | Estadio                            | Rival                           | Gol                             | Resultado                       | Competición                     |
| ------------------------------- | ------------------------------- | ---------------------------------- | ------------------------------- | ------------------------------- | ------------------------------- | ------------------------------- |
| 1                               | 25 de marzo de 2022             | Stade Vélodrome, Marsella, Francia | Costa de Marfil                 | 2-1                             | 2-1                             | Amistoso                        |
| 2                               | 10 de diciembre de 2022         | Estadio Al Bayt, Jor, Catar        | Inglaterra                      | 1-0                             | 2-1                             | Copa Mundial de Fútbol de 2022  |

## Palmarés

### Títulos nacionales
| Título              | Club              | País   | Año  |
| ------------------- | ----------------- | ------ | ---- |
| Copa del Rey        | Real Madrid C. F. | España | 2023 |
| Supercopa de España | Real Madrid C. F. | España | 2024 |
| Campeonato de Liga  | Real Madrid C. F. | España | 2024 |

### Títulos internacionales
Nota *: incluyendo la selección.
| Título                           | Equipo *          | Sede      | Año  |
| -------------------------------- | ----------------- | --------- | ---- |
| Liga de Naciones                 | Francia           | Italia    | 2021 |
| Supercopa de Europa              | Real Madrid C. F. | Helsinki  | 2022 |
| Mundial de Clubes                | Real Madrid C. F. | Marruecos | 2022 |
| Liga de Campeones                | Real Madrid C. F. | Londres   | 2024 |
| Supercopa de Europa              | Real Madrid C. F. | Varsovia  | 2024 |
| Copa Intercontinental de la FIFA | Real Madrid C. F. | Rusia     | 2018 |

### Distinciones individuales
| Distinción                                                      | Año  |
| --------------------------------------------------------------- | ---- |
| Parte de los 100 mejores jugadores del mundo según The Guardian | 2022 |